# Heinrich Wilhelm Waldeyer
Né le 6 octobre 1836 à Hehlen, duché de Brunswick et mort le 23 janvier 1921 à Berlin, Heinrich Wilhelm Gottfried Waldeyer-Hartz (ou von Waldeyer-Hartz à partir de 1916, après son anoblissement par Guillaume II) est un anatomiste allemand. Il est connu pour avoir contribué à la théorie neuronale de l'organisation du système nerveux et pour avoir proposé les noms de « neurone » et de « chromosome ». Il a laissé son nom à deux structures anatomiques du corps humain : la glande de Waldeyer et l'anneau de Waldeyer (l'anneau du tissu lymphoïde du nasopharynx).

## Biographie
Il passa son Abitur au prestigieux lycée Theodorianum de Paderborn puis étudia d'abord les mathématiques et les sciences naturelles à l'université de Göttingen. Sous l'influence de Jakob Henle, il se tourna vers la médecine. Il termina ses études à Greifswald. Il s'installa à Berlin, attiré par l'anatomiste Karl Bogislaus Reichert auprès duquel il passait le doctorat en 1861 avec un travail sur la clavicule.
Sa carrière d'enseignant universitaire débuta l'année suivante à l'Université Albertina de Königsberg, puis, en 1864 à Breslau (aujourd'hui Wrocław, en Pologne) où il reçut une chaire de professeur de pathologie et se consacra surtout au diagnostic des tumeurs. Son plus célèbre patient fut l'empereur Frédéric III chez qui il diagnostiqua un cancer du larynx.
Waldeyer participa à la guerre franco-allemande de 1870 en tant que chirurgien militaire. L'annexion de l'Alsace-Lorraine à la suite de la défaite française mena à l'exode de nombreux professeurs francophones dans la région et permis à Waldeyer d'être nommé professeur d'anatomie à l'université de Strasbourg en 1872.
Il revient à Berlin en 1883, où il se consacra essentiellement à l'enseignement de l'anatomie. De 1898 à 1899 il fut recteur de l'Université Frédéric-Guillaume de Berlin.
Waldeyer était marié et avait quatre enfants. Son petit-neveu, Anton Waldeyer, fut également un anatomiste réputé.

## Travaux

### Théorie du neurone
Les historiens des neurosciences voient en Waldeyer l'un des fondateurs en 1891, de la  « théorie du neurone » et lui rendent hommage comme le créateur du terme de « neurone » pour désigner la cellule nerveuse, unité structurelle fondamentale du système nerveux. Waldeyer étaya sa théorie sur les découvertes de deux neuroanatomistes lauréats du prix Nobel en 1906, Camillo Golgi (1843-1926) et Santiago Ramón y Cajal (1852-1934). Ce dernier avait eu l'idée d'utiliser la coloration au nitrate d'argent mise au point par Golgi sur le tissu nerveux, ce qui lui avait permis d'étudier en détail les prolongements des neurones (axones et dendrites) et la façon dont ils semblaient se raccorder entre eux en formant des réseaux. Ces connexions offraient une base pour expliquer les mécanismes physiologiques du transfert d'information entre neurones.
Waldeyer apprit l'espagnol pour pouvoir assimiler directement l'œuvre de Ramón y Cajal et devint son ami et mentor. Il l'initia aux techniques d'histologie, alors dominées par les Allemands. La théorie de Waldeyer fut publiée dans une série d'articles dans le principal journal médical d'Allemagne, le Deutsche Medizinische Wochenschrift, dont l'influence devint considérable. Toutefois Waldeyer ne contribua pas à la théorie par ses propres recherches. Ramón y Cajal déclara à ce sujet que « bien qu'il ait soutenu la théorie par le prestige de son autorité, il n'y a pas contribué par une seule observation personnelle, se limitant à une exposition brillante courte des preuves objectives apportées par His, Kolliker, Retzius, van Gehuchten et moi-même, et il a inventé le terme de neurone qui devait faire fortune. » Le travail obstiné de Cajal au cours de la décennie suivante permit de valider un grand nombre d'aspects de la théorie du neurone, y compris le caractère unidirectionnel de la transmission des signaux dans les neurones. Finalement, Ramón y Cajal réussit à convaincre Golgi de la contiguïté, plutôt que de la continuité, des contacts entre neurones.

### Cytologie et embryologie
Waldeyer étudia également les filaments basophiliques colorés dont son collègue de Kiel, Walther Flemming (1843-1905), avait trouvé qu'ils étaient les principaux constituants de la chromatine, le matériel à l'intérieur des cellules nucléaires. Bien que leur importance pour la génétique et pour la biologie de cellule fût encore à découvrir, on se rendit compte que ces filaments étaient impliqués dans le phénomène de division cellulaire découverte par Flemming et appelé mitose, aussi bien que dans la méiose. En 1888, il créa le terme «chromosome» (1888) pour les définir.

### Anatomie coloniale
Quatre des publications de Waldeyer discutent de l'anatomie de spécimens humains d'origine africaine. Les stéréotypes raciaux de l'époque sont présents dans ses publications ayant pour titre Negergehirne ("cerveau de noir"). Il décrit un niederer stehende Bildung ("développement inférieur") du cerveau africain comparativement à celui de l'homme européen et compare certaines de ses structures à celles du cerveau de singe. Il admet toutefois que le faible nombre de cerveaux étudiés empêche la formulation de conclusions finales . Ces travaux sont un exemple du rôle qu'ont joué les anatomistes dans la propagation d'idéologies racistes au XIXe siècle.

## Éponymie

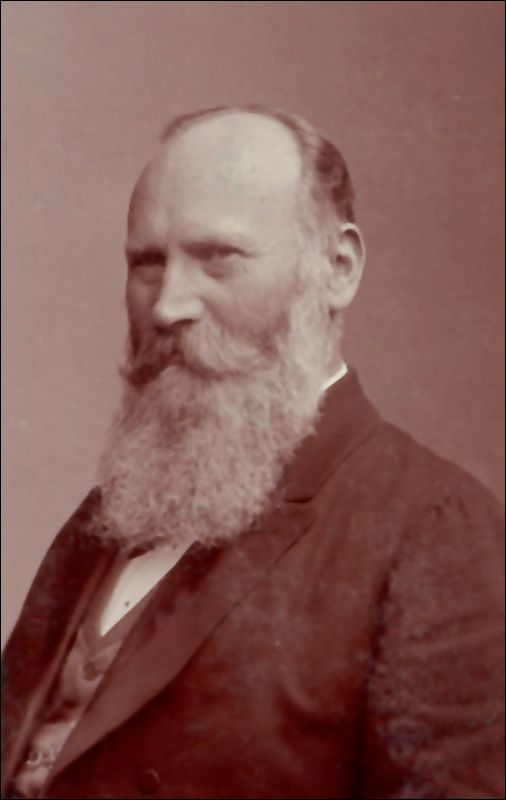
Waldeyer en 1900

Parmi ses autres très nombreuses études sur l'anatomie et l'embryologie, Waldeyer se fit connaître également par ses recherches de pionnier sur le développement des dents et des cheveux, et de nombreux termes qu'il a inventés sont toujours utilisés. Il publia aussi les premières, les études sur l'embryologie, l'anatomie et la fonction du tissu lymphatique naso-oro-pharyngal, qui porte son nom.
- anneau (ou cercle amygdalien) de Waldeyer
- glande de Waldeyer
- cellule périvasculaire de Waldeyer-Hartz
- fossette de Waldeyer
- ligne de Waldeyer
- liquide de Waldeyer
- couche zonale de Waldeyer
- artère mésentérique supérieure de Waldeyer
- fascia de Waldeyer
- loi de Waldeyer (ou loi de Bard)

## Œuvres
- (de) « Über Karyokinese und ihre Beziehungen zu l'antre Befruchtungsvorgängen », in: Archiv für mikroskopische Anatomie und Entwicklungsmechanik, 1888, 32 : 1-122. Article sur la mitose et les chromosomes.
- (de) « Ueber einige neuere Forschungen im Gebiete der Anatomie des Centralnervensystems », in:  Deutsche medicinische Wochenschrift, Berlin, 1891 : 17 : 1213-1218, 1244-1246, 1287-1289, 1331-1332, 1350-1356. (Sur quelques nouvelles recherches dans le domaine de l'anatomie du système nerveux central). Son œuvre la plus connue et qui résume la théorie des neurones.
- (de) Lebenserinnerungen, [mémoires]. Bonn, 1920; 2e édition; Bonn, 1921; 3e édition, 1922.